# 芝能楽堂

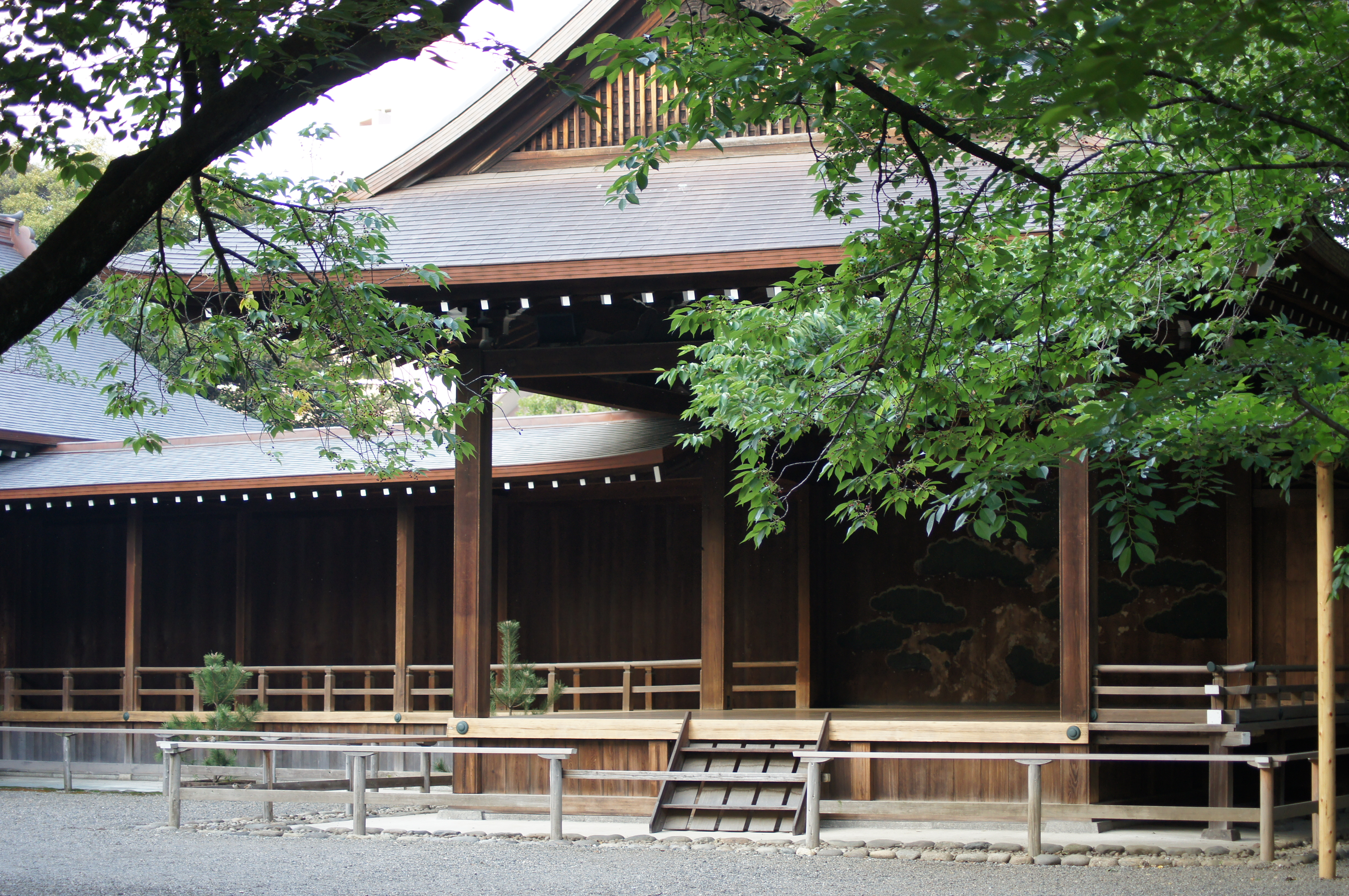
現在の靖国神社能楽堂（かつての芝能楽堂）

芝能楽堂（しばのうがくどう）は明治時代、芝公園の敷地内にあった能舞台の通称。単に「能楽堂」あるいは「能楽社」とも。明治維新により衰微した猿楽の再興を目指して創建された。1902年（明治35年）靖国神社に奉納・移転、以降は「九段能楽堂」「靖国神社能楽堂」と称され、現在に至る。
猿楽復興のシンボルとして、明治10〜20年代にかけ「明治の三名人」らの活躍の場となった。また屋根付きの能舞台と観客席を一つの建物の中に収めたいわゆる現行の「能楽堂」の先駆であり、その出現は近代以降の能楽のあり方全体に大きな影響を与えたとされる。

## 背景
幕府・藩からの保護を受けて成り立っていた猿楽は、明治維新により存続の危機に立たされることとなった。この時期、多くの役者が廃業・転業を余儀なくされ、多くの流儀が消滅した。
しかし維新直後の混乱が落ち着くと、宮中、そして旧大名に代表される華族らが、能・狂言の保護に向けて動き出した。1878年（明治11年）には、能を好んだ英照皇太后のため、青山御所に能舞台が建てられている。
ことに岩倉具視は欧米外遊の際に、各国の芸術保護を実見しており、1878年（明治11年）頃から、華族による能・狂言の後援団体設立に向けて動き始めた。

## 歴史

### 創立まで

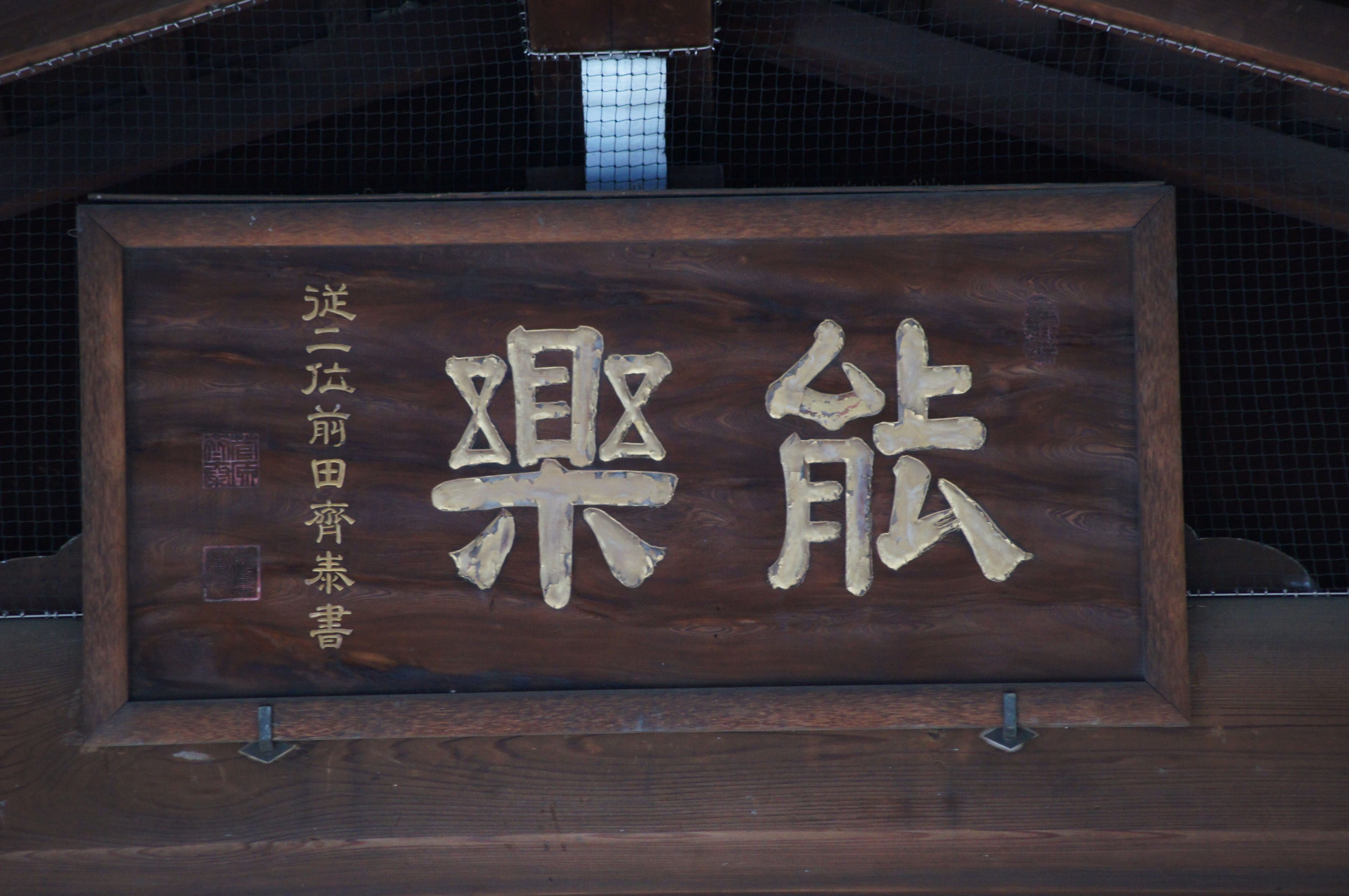
前田斉泰による「能楽」の額

当初「皆楽社」として計画が進んでいた組織は、発起人に加わっていた前田斉泰と世話人の重野安繹の発案により「能楽社」として設立されることとなった（これが現在の「能楽」という言葉の起こりである）。社員としては華族48人が加わり、まずは演能の場となる舞台を建設することとなった。またこの舞台建設に当たっては、英照皇太后の鑑賞に供するという目的も掲げられた。
候補地としては上野公園なども挙がったが、ちょうど芝公園内に会員制の高級料亭「紅葉館」の建設計画が進んでおり、これと併設する形で創建されることとなった。
1880年（明治13年）10月、宮内庁内匠課技師の白川勝文の監督により着工。建設にかかった費用は当時の金額で1万8000円余りだった。岩倉は多忙の中毎日のように工事現場を訪れ、嵐窓の付け方、切戸の取っ手の彫り方といった細部に至るまで注文を付けたという。

### 舞台開き
舞台の落成を受けて1881年（明治14年）4月16日、九条道孝、前田斉泰、池田茂政、藤堂高潔、坊城俊政、前田利鬯を発起人とし、「能楽社」が正式に設立された。
同日、英照皇太后の行啓を仰いで舞台開きが催され、宝生九郎が「翁」「高砂」（ワキ・宝生新朔）を、観世清孝が「田村」、梅若実が「桜川」、金剛唯一が「鞍馬天狗」、そして櫻間伴馬が半能「加茂」を舞った。また17日には華族たちを対象に、そして18日には一般への公開能が開かれ700人あまりの観客を集めた。
当初この舞台は単に「能舞台」などと称されていたが、同年6月に宝生九郎が出した新聞広告に「芝公園内楓山能楽堂」の語があり、少なくとも1882年（明治15年）には能楽社関係者の中でも「能楽堂」の称が用いられている。1882年（明治15年）頃からは「芝能楽堂」の表記が見え、後にはこの呼称が一般的となり、また「芝公園の能楽堂」「紅葉館の能楽堂」などとも呼ばれた。のち、「能楽堂」の称は同様の形式を持つ能舞台全般に広く用いられることとなった。
芝能楽堂ではすでに能楽界の第一人者と見なされていた梅若実、宝生九郎に加え、1882年（明治15年）頃から台頭した櫻間伴馬などが、観客の人気を博した。後に「明治の三名人」と呼ばれたこの3人のほか、金春広成、観世清廉、観世銕之丞（紅雪）、またワキ方ながら三名人に劣らぬ人気を誇った宝生新朔といった名人・名手が活躍を見せ、芝能楽堂は「能楽再興の灯明台」と目されるに至った。

### 経営の難航
創立初年には見物客だけでも9100人以上を集め、英照皇太后や皇后の行啓もたびたび受けるなど花やかなスタートを切った芝能楽堂だが、その経営は早くから難航した。
社員にはあまり観能に訪れない人も多く、また能楽師への舞台貸し出しも、準備の煩雑さに比べて利益が上がりづらいことから敬遠され、あまり流行らなかった。社員たちからの寄付も思うように集まらず、年に10回ほどの定期能を催すことさえ困難だった。
また芝能楽堂の維持それ自体も、大きな困難事だった。年200円近い借地料に加え、森林に囲まれた立地から湿気も多いことからその修繕費も少なくなく、また税金の支払いもかさんでいた。
1883年（明治16年）、岩倉が亡くなったことも大きな打撃となった。能楽社では岩倉に代わり三条実美を後援者に迎え、1887年（明治20年）には宮内大臣に「能楽保護請願書」を提出し、いくばくかの恩賜金を得たが、依然経営は厳しかった。
また皮肉にも「能楽再興」の進展が、その経営悪化に拍車をかけた。「三名人」の一人・梅若実は芝能楽堂開業以前から梅若舞台を自派の拠点として有していたが、1886年（明治19年）には宝生九郎率いる宝生流も松本金太郎家の舞台で「温古会」として活動を始め、1892年（明治25年）からは観世流の観世清廉、同年には喜多会もそれぞれ自前の舞台を建て独自の演能を展開するようになった。能楽社に参加する後援者たちも、次第に各人贔屓の流儀への支援に力を入れるようになっていき、さらに能楽社全体としての活動は停滞した。

### 模索

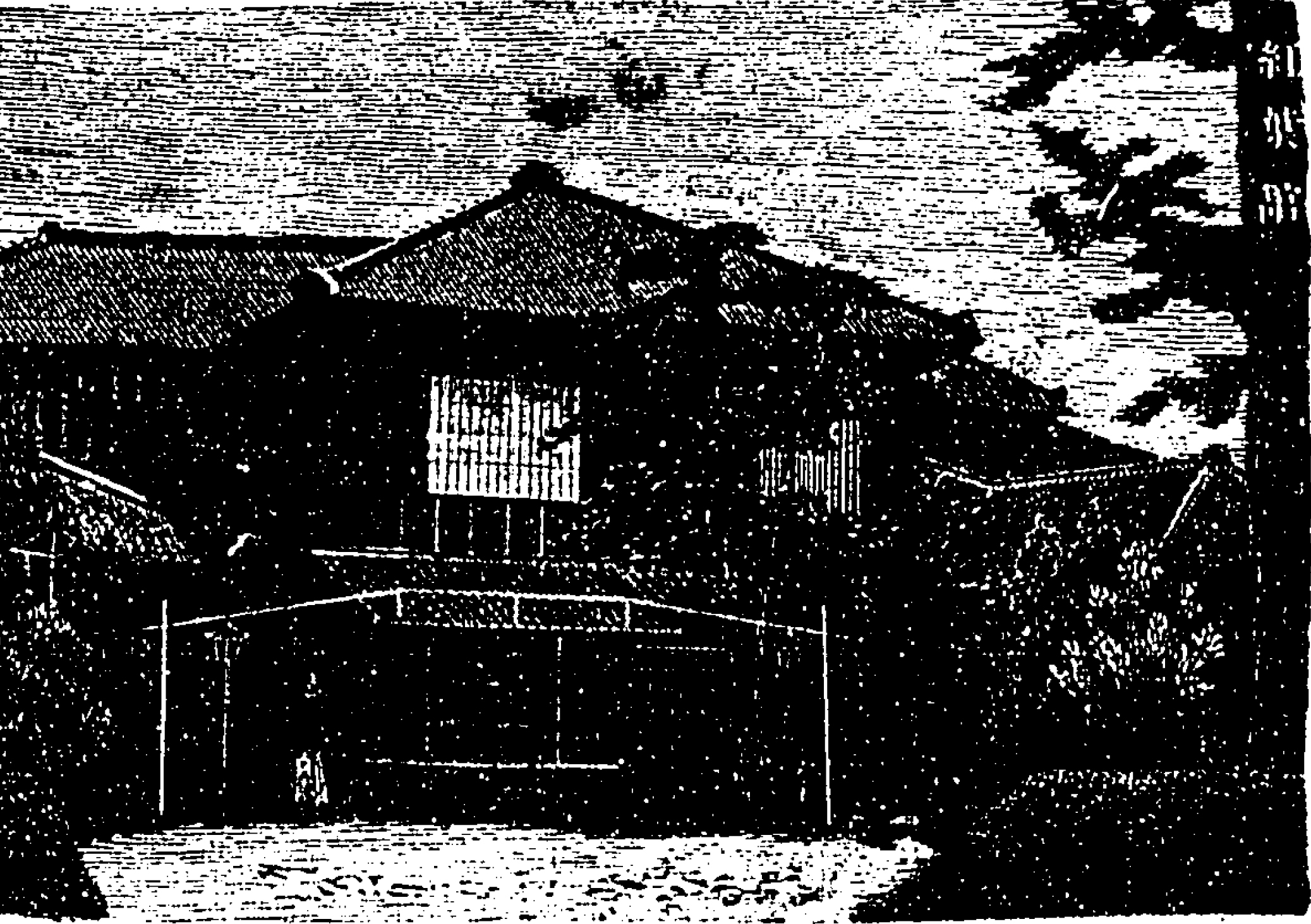
1890年（明治23年）頃の紅葉館。中野了随『東京名所図絵』より

1890年（明治23年）、発起人の池田ら4人が退任を申し出たため、宮内省皇太后亮の林直庸が中心となって能楽社を「能楽堂」へと改組、近衛忠熙を取締長に就けた。以後林が能楽堂経営の先頭に立ったが、1891年（明治24年）にはロシアのニコライ皇太子の来堂が大津事件のため中止となり、また後援者の三条も亡くなるなど、沈滞ムードが続いた。
1894年（明治27年）に林が病死すると、宮内省内蔵助の飯田巽がその任を引き継いだ。同年に勃発した日清戦争で芝能楽堂は一時兵士たちの宿舎に当てられつつも、11月には3日間の軍費義捐能を催し、1000円の寄付金を集める成功を収めた。
飯田は1896年（明治29年）、能楽堂を発展的に解散させて「能楽会」を組織し、山階宮晃親王を総裁に、土方久元宮内大臣を会頭に推した。芝能楽堂も能楽会の所有に移り、「能楽会付属能楽堂」として再スタートを切った。
同年11月には、幕府時代の表能の形式に則り、五流のシテ方が翁付五番の能を演じる「式能」が催された。当時としては高額だった出演料もあって能楽師たちも出勤を歓迎、600人あまりの観客を集めるなど成功裏に終わり、1899年（明治32年）には第2回も開催された。
しかし期待していた寄付金の集まりは芳しくなく、1897年（明治30年）に最大の後援者であった英照皇太后が亡くなると、能楽会は創設早々頓挫する形となった。

### 靖国神社への移転
1898年（明治31年）には宝生会が、1900年（明治33年）には観世会が自らの舞台を建設するなど、各流派による独立興行の動きがいっそう強まるに至り、芝能楽堂での催しは激減した。
ついに能楽会では芝能楽堂の維持を断念し、能舞台の引き取りを上野博物館、華族会館、日比谷神宮奉斎会などと交渉、最終的には1902年（明治35年）靖国神社に奉納してその境内に移設し、以後は「九段能楽堂」「靖国神社能楽堂」と称されることとなった。能楽研究者の表章は、
「能楽復興のシンボルであったはずの芝能楽堂が移転して九段能楽堂とか靖国神社能楽堂とか呼ばれるようになった明治35年を、能界が後援者の意のままにはならない程度に成長した一つの節目と見ていいであろう」
と評している。
移転後も演能の機会は少なく、ことに行啓能が絶えてなってからは荒廃の一途をたどった。1923年（大正12年）の関東大震災後もしばらくは遊就館の物置代わりに使われていたが、被災した各流の舞台の代用とするため、池内信嘉や本間広清らの奔走によって1924年（大正13年）、寄付金を集めて改修されている。
1938年（昭和13年）、拝殿手前の現在地に移転された。現在は靖国神社によって「神霊を慰めるための能や日本舞踊などの芸能」に供されている。

## 建築の特徴
芝能楽堂は、現在演能の大半が行われている「能楽堂」の嚆矢である。
芝能楽堂の登場以前、能役者宅の稽古舞台などを別にすると、能舞台は原則的に屋外に建てられてきた。城内・邸内に能舞台を設置する場合、舞台は中庭などに建てられ、観客は邸内から庭・池などを隔ててこれを鑑賞するのが普通だった。
芝能楽堂においても当初はやはり能舞台と見所（観客席）がそれぞれ独立して建てられ、その間に露天の白州を挟む構造であった。しかし1897年（明治30年）ごろ改築が行われ、両棟の間をガラス板でつなぎ、白州を縮小、能舞台と見所の空間を一体化する「室内化」が進んだ。
また従来は観客席が設けられていた地裏（舞台から見て左側のスペース）が大幅に縮小され、逆に脇正面（舞台から見て右側のスペース）の観客席が拡大を遂げており、これも現行の「能楽堂」と同様のものである。
芝能楽堂は近代に誕生した「最初の能楽専門劇場」であると同時に前代までの、大衆向けに催された「勧進能」の野外会場、そして城内・邸内に設けられた貴人のための能舞台の性格をそれぞれ引き継いでいると評することができる。また芝能楽堂以降、こうした「能楽堂」形式が普及したことは、演技を含めた能のあり方に有形無形の影響を与えたと考えられている。